# SP-379
A SP-379 é uma rodovia transversal do estado de São Paulo, administrada pelo Departamento de Estradas de Rodagem do Estado de São Paulo (DER-SP).

## Denominações
Recebe as seguintes denominações em seu trajeto:
Nome:	Roberto Mario Perosa, Rodovia
- De - até:	SP-310 (Uchoa) - Ibirá - Urupês - Sales
- Legislação:	LEI 4.411 DE 29/11/84

## Descrição
Principais pontos de passagem: SP 310 (Uchôa) - Ibirá - Urupês - Sales

## Características

### Extensão
- Km Inicial: 0,000
- Km Final: 52,530

### Localidades atendidas
- Uchoa
- Ibirá
- Urupês
- Irapuã
- Sales